# Praia dos Açores

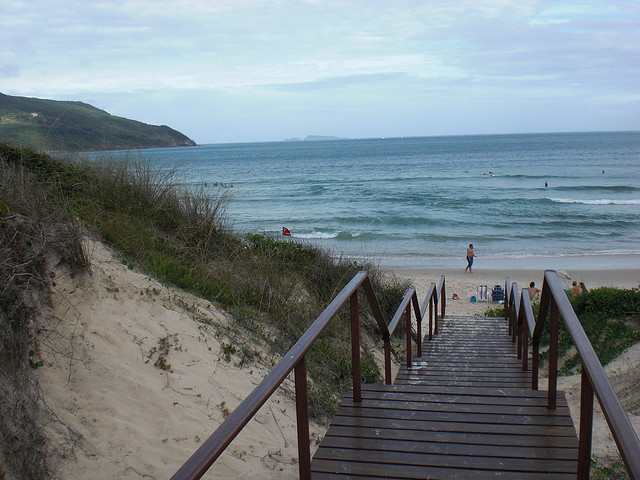
Praia dos Açores

Praia dos Açores is een strand in het zuiden van het eiland Santa Catarina. Het is gelegen in de gemeente Florianópolis in het zuiden van Brazilië.
Het strand ligt tussen de stranden Praia do Pântano do Sul en Praia da Solidão op een afstand van 30 kilometer van het stadscentrum.